# Roy Schuiten
Rob Schuiten (conocido como Roy Schuiten; Ámsterdam, 16 de diciembre de 1950-Carvoeiro, Portugal, 19 de septiembre de 2006) fue un deportista neerlandés que compitió en ciclismo en las modalidades de pista, especialista en las pruebas de persecución, y ruta.
Ganó cinco medallas en el Campeonato Mundial de Ciclismo en Pista entre los años 1973 y 1978.
Participó en los Juegos Olímpicos de Múnich 1972, ocupando el quinto lugar en persecución individual y por equipos.
En carretera fue profesional de 1974 a 1982, obtuvo la victoria en el Tour del Mediterráneo de 1976 y ganó dos ediciones del Gran Premio de las Naciones (1974 y 1975).

## Medallero internacional
| Campeonato Mundial | Campeonato Mundial          | Campeonato Mundial | Campeonato Mundial          |
| Año                | Lugar                       | Medalla            | Competición                 |
| ------------------ | --------------------------- | ------------------ | --------------------------- |
| 1973               | San Sebastián (España)      | Medalla de bronce  | Persecución por equipos (A) |
| 1974               | Montreal (Canadá)           | Medalla de oro     | Persecución individual (P)  |
| 1975               | Rocourt (Bélgica)           | Medalla de oro     | Persecución individual (P)  |
| 1976               | Monteroni di Lecce (Italia) | Medalla de plata   | Persecución individual (P)  |
| 1978               | Múnich (RFA)                | Medalla de plata   | Persecución individual (P)  |

## Palmarés

### Carretera
| 1972 - Ronde van Midden-Zeeland 1974 - Vuelta a Gran Bretaña, más 3 etapas - Tour de Olympia, más 1 etapa - Gran Premio de las Naciones - Trofeo Baracchi (haciendo pareja con Francesco Moser) - Étoile des Espoirs, más 2 etapas 1975 - Gran Premio de Fráncfort - Tour d'Indre-et-Loire, más 1 etapa - Gran Premio de las Naciones - Gran Premio de Lugano - 1 etapa de la Étoile des Espoirs 1976 - Tour del Mediterráneo, más 2 etapas - G. P. Kanton Aargau - Gran Premio d'Aix-en-Provence - 1 etapa de la Dauphiné Libéré | 1977 - 1 etapa de los Cuatro Días de Dunkerque - 1 etapa de la París-Niza 1978 - Trofeo Baracchi (haciendo pareja con Knut Knudsen) - 1 etapa de la Ruota d'Oro 1979 - GP Forli 1980 - Acht van Chaam 1981 - 1 etapa de la Tirreno-Adriático |

### Pista
| 1974 - Campeonato de los Países Bajos Persecución - Campeonato Mundial Persecución - Seis Días de Berlín (haciendo pareja con René Pijnen) 1975 - Campeonato de los Países Bajos Persecución - Campeonato de los Países Bajos Omnium - Campeonato de los Países Bajos Scracth - Campeonato Mundial Persecución | 1976 - Campeonato de los Países Bajos Persecución - 2.º en el Campeonato Mundial Persecución 1977 - Campeonato de los Países Bajos Persecución 1978 - Campeonato de los Países Bajos Persecución - 2.º en el Campeonato Mundial Persecución 1980 - Campeonato de los Países Bajos Persecución |